# Marith Vanhove
Marith Vanhove, née le 7 mars 2003 à Izegem, est une coureuse cycliste belge. Elle court à la fois sur piste et sur route. 

## Biographie
Dans les catégories de jeune, Marith Vanhove est une cycliste polyvalente qui participe à des courses sur route, sur piste et en VTT. En 2018, elle devient championne de Belgique de VTT en beachrace chez les débutantes (moins de 17 ans). La même année et l'année suivante, elle devient championne de Belgique sur route chez les débutantes. En 2020, elle participe aux championnats d'Europe sur piste juniors (moins de 19 ans), où elle décroche deux titres sur le 500 mètres et la course à l'américaine avec Katrijn De Clercq. Sur route, elle est deuxième du championnat d'Europe, et du championnat de Belgique juniors.
Aux mondiaux sur piste juniors de 2021 au Caire, elle est vice-championne du monde du scratch. Aux championnats d'Europe juniors de la même année, elle décroche l'argent sur le scratch et le bronze sur la poursuite. Sur route, elle devient au sprint championne de Belgique sur route juniors.
En 2022, elle signe un contrat avec l'équipe professionnelle Parkhotel Valkenburg. La même année, elle devient championne de Belgique du scratch chez les élites. L'année suivante, elle gagne deux nouveaux titres nationaux sur la poursuite et la course à élimination. Elle est également vice-championne d'Europe de l'américaine espoirs (moins de 23 ans) et se classe sur route deuxième du Tour de Berlin. En 2024, elle est vice-championne d'Europe d'omnium espoirs.
Le 26 janvier 2025, elle profite des championnats de Belgique sur piste à Zolder pour améliorer le récent record du monde du kilomètre contre-la-montre, en 1 min 7 s 287,.

## Palmarès sur piste

### Championnats du monde
| Édition / Épreuve              | Poursuite | Scratch |
| Le Caire 2021 (juniors)        |           | Argent  |
| Saint-Quentin-en-Yvelines 2022 | 16e       |         |

### Championnats d'Europe
| Édition / Épreuve                 | 500 mètres | Vitesse par équipes | Poursuite individuelle | Course aux points | Américaine | Scratch | Omnium | Poursuite par équipes |
| Fiorenzuola d'Arda 2020 (juniors) | Or         |                     |                        |                   | Or         |         |        |                       |
| Apeldoorn 2021 (espoirs)          |            |                     | Bronze                 |                   |            | Argent  |        |                       |
| Anadia 2022 (espoirs)             |            |                     | 7e                     |                   |            | 6e      |        |                       |
| Munich 2022                       |            |                     | 11e                    |                   | 10e        |         |        |                       |
| Anadia 2023 (espoirs)             |            | 4e                  | 4e                     | 5e                | Argent     |         |        |                       |
| Cottbus 2024 (espoirs)            | 7e         |                     | 6e                     |                   |            |         | Argent |                       |
| Anadia 2025 (espoirs)             |            |                     |                        |                   | Bronze     |         |        | Bronze                |

### Championnats de Belgique
- 2022
  -  Championne de Belgique de poursuite juniors
  -  Championne de Belgique de l'américaine juniors (avec Ines Van de Paar)
- 2022
  -  Championne de Belgique du scratch
- 2023
  -  Championne de Belgique de poursuite
  -  Championne de Belgique de course à élimination
- 2024
  -  Championne de Belgique de course aux points
- 2025
  -  Championne de Belgique du kilomètre

## Palmarès sur route

### Par années
- 2020
  - Watersley Ladies Challenge :
    - Classement général
    - 2e étape

  -  Médaillée d'argent du championnat d'Europe sur route juniors
  - 2e du championnat de Belgique sur route juniors
- 2021
  -  Championne de Belgique sur route juniors
  - 2e du championnat de Belgique du contre-la-montre juniors
  - 7e du championnat du monde sur route juniors
- 2022
  - 3e du Grand Prix Beerens
- 2023
  - 2e du Tour de Berlin

### Classements mondiaux
| Année                                 | 2022 | 2023 | 2024 |
| ------------------------------------- | ---- | ---- | ---- |
| Classement UCI                        | 192e | 534e | 392e |
| UCI World Tour                        | nc   | 290e | nc   |
|                                       |      |      |      |
| Légende : nc = non classéSource : UCI |      |      |      |